# داس (سیستم‌عامل)

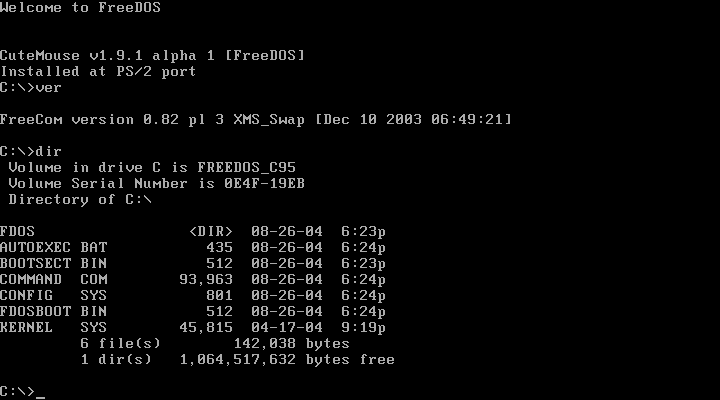
تصویری از سیستم عامل فری‌داس که رابط خط فرمان، ساختار دایرکتوری و اطلاعات نسخه را نمایش می‌دهد.

داس (DOS) سرواژهٔ دیسک اپریتینگ سیستم (disk operating system) است به دسته‌ای از سیستم عامل‌های مرتبطی گفته می‌شود که برای کامپیوترهای سازگار با آی‌بی‌ام طراحی شده بودند.
از گونه‌های داس می‌توان به  OpenDOS ،  Novell DOS ،  ROM-DOS ، PTS-DOS، فری‌داس، DR-DOS، PC-DOS، MS-DOS و OSx16 اشاره کرد.
یکی از معروف‌ترین نسخه‌های داس، نسخه شرکت مایکروسافت به نام MS-DOS است که از دهه ۱۹۸۰ تا میانه دهه ۱۹۹۰ استفاده می‌شد. نسخه‌ای از این سیستم عامل در ویندوزهای مبتنی بر داس یعنی ویندوزهای ۹۵، ۹۸ و میلینیوم نیز وجود دارد.
با وجود این‌که این سیستم عامل‌ها، توانمندی مشترک بسیاری را در اختیار کاربران قرار می‌دهند، اما یکسان نیستند و برنامه‌هایی که روی یکی از آن‌ها اجرا می‌شود ممکن است روی دیگری اجرا نشود. (سازگار یا غیرسازگار میباشند)
افزون بر سیستم‌هایی با معماری x86، سیستم‌های دیگری نیز از سیستم عامل‌هایی همانند DOS استفاده می‌کنند و معمولاً نیز در بخشی از نام آن‌ها DOS وجود دارد. در کانتکست آن معماری‌ها، آن‌ها در بسیاری از موارد داس خوانده می‌شوند. برای نمونه این موارد AmigaDOS, AMSDOS, ANDOS, Apple DOS, Atari DOS, Commodore DOS از این گونه سیستم عامل‌ها هستند.